# Réserve naturelle de Sklinna
La réserve naturelle de Sklinna est une réserve naturelle norvégienne et site ramsar situé dans la commune de Leka, Trøndelag. La réserve a été créée en 2003  "afin de préserver le caractère distinctif de l'archipel de Sklinna, où les éléments botaniques, zoologiques et géologiques, aussi bien sur terre que dans la mer, contribuant à donner à la région son caractère distinctif. La valeur particulière liée à cet archipel est qu'il possède un biotope très apprécié de nombreux oiseaux de mer qui viennent s'y reproduire y compris les pingouins".
L'archipel Sklinna est situé à environ 20 km à l'ouest de l'île de Leka. On y trouve le phare de Sklinna et le village de pêcheurs et ses habitants à l'année jusqu'aux environs de 1900. La zone se compose d'un  groupe d'îles et d'îlots assez concentré avec Heimøya comme île principale. Les îles sont couvertes de bruyère composée de callune et camarine noire mais aussi plaquebière, cornouiller et quelques herbes. La bruyère est très prisée des grands cormorans. L'archipel est de première importance pour le cormoran huppé puisque cette colonie est la plus importante au monde. La réserve a également la plus grande population régionale de macareux, pingouins, guillemots, le grand cormoran et le guillemot. On y trouve également  des larinae, la mouette tridactyle et le phoque gris. 
Le site est devenu, en novembre 2010, site ramsar.